# Араки, Кэнго
Кэ́нго Ара́ки (яп. 荒木 見悟 Араки Кэнго, 21 мая 1917 года — 22 марта 2017 года) — японский синолог и специалист по древнекитайской философии. Занимал должность профессора кафедры литературы Северо-Кюсюского университета, а также советника и куратора Японского общества изучения Китая.

## Биография
Родился в городке Хацукаити, префектура Хиросима. В 1950 году он был принят на работу доцентом одного из филиалов Фукуокского университета искусств, занимался изучением буддизма эпохи Тан (VII — нач. X в.) и неоконфуцианства эпох Сун и Мин (XI—XIII, XIV—XVII вв.). В 1957 году на кафедре китайской философии Кюсюского университета участвовал в подготовке монографии «Изучение идей конфуцианства на Кюсю»; в 1961-м в Кюсюском обществе изучения Китая выступил с докладом «Конфуцианские взгляды буддийского монаха конца эпохи Мин Чжаньжаня».
В 1962 году был назначен профессором кафедры литературы Кюсюского университета. В 1964 году издал «Изыскания по истории идей начала эпохи Мин»; в 1965-м выступил на 17-й сессии Японского общества изучения Китая с докладом «Специфика концепций гармонизации конфуцианства и буддизма в конце эпохи Мин». В 1966 году занимался комплексным изучением теории искусств эпохи «Шести династий» (Лючао, III—VI вв.), исследовал связи эстетических учений этой эпохи с идеями даосизма. Вместе с Такэхико Окадой, Рюдзи Ямаситой и Ю Яманои выступил одним из авторов 12-томного издания «Общего курса учения [Ван] Янмина» (Токио, 1971—1973).
В 1976 году руководил работами по комплексному изучению изменений в философии и литературе Китая в эпоху Северной Сун (X—XII вв.), в том же году написал главу «Проблема принципа и пневмы у Ван Чуаньшаня» для монографии «Обзор изысканий в области истории китайской философии». В 1990 году он был награждён Орденом Священного сокровища II чтепени.
Работы Кэнго Араки внесли большой вклад в исследование идей Ван Янмина в Японии.

## Научные работы
- «Буддизм и конфуцианство: формирование китайской идеологии». Киото, 1963.
- «Записки у окна в бамбуковом занавесе». Токио, 1969.
- «Изучение идей Минской эпохи». Токио, 1972.
- «Ван Янмин». Т. 1—2. Токио, 1972.
- «Учение [Ван] Янмина в Японии». Т. 1—2. Токио, 1972.
- «Обзор учения [Ван] Янмина». Токио, 1974.
- «Буддизм и неоконфуцианство». Токио, 1979.
- «Учение Ван Янмина и буддийское учение о сердце». Токио, 2008.